# Bidi (Cameroun)
Pour les articles homonymes, voir Bidi (homonymie).
Bidi est une localité de l'Extrême-Nord du Cameroun, située à proximité de la frontière avec le Nigéria. Elle dépend de la commune de Fotokol et du département de Logone-et-Chari.

## Géographie

### Localisation
La localité se situe dans la région de l'Extrême-Nord, dépendant de la commune de Fotokol, et se situe non loin de la route A3 reliant Fotokol et le Nigéria.

## Population
Lors du recensement de 2005 la population s'élevait à 299 personnes dont 157 hommes et 142 femmes.

### Santé
Durant la période 1987/1997 un centre de santé se situait vers Fotokol.